# Solent University
Solent University è un'università britannica con sede a Southampton.
È un centro di ricerca e sviluppo nei campi delle tecnologie navali e marittime, di arte, cinema e media e di economia e business. Negli ultimi anni, l'università ha investito nel completo rinnovo dei suoi spazi, con il completamento degli ultimi edifici previsto per il 2020.
Gli studenti iscritti sono rappresentati dalla Solent Students' Union, con sede presso il campus in East Park Terrace.

## Storia
L'università ha origini dalla School of Art privata fondata nel 1856, che divenne successivamente Southampton College of Art. La fusione con il Southampton College of Technology e poi con il College of Nautical Studies di Warsash portò all'istituzione del Southampton Institute of Higher Education, nel 1984. Il Southampton Institute è diventato un'università il 12 luglio 2005 ed ha il nome attuale dal 15 agosto dello stesso anno. Prima del 2005, agli studenti del Southampton Institute venivano rilasciate le lauree dalla Nottingham Trent University.

## Profilo accademico
In particolare, la Southampton Solent University è considerata una tra le università migliori al mondo per quanto riguarda la formazione maritime, oltre ad essere considerata una delle università più creative del Regno Unito. Tra i punti di forza della Southampton Solent University, si distinguono i corsi in navigazione, economia del trasporto marittimo ed architettura navale. Recentemente, l'Università ha creato il China Centre (Maritime), con l'obiettivo di aumentare la ricerca internazionale in tali campi. Si tengono, tra gli altri, corsi di laurea triennale (bachelor's degree) che vertono sul progetto e produzione di scafi per imbarcazioni.
L'università dispone anche di una vasca navale di 60m e dell'unico bacino di simulazione marittimo costituito da un canale di oltre 6km per l'addestramento degli Ufficiali di coperta.

## Campus
L'università possiede due campus (City Campus e Warsash Campus) e sei residenze studentesche:
- Chantry
- Deanery
- Emily Davies
- Hamwic
- Kimber e David Moxon Annexe
- Lucia Foster Welch

tutte separate dal campus, cinque di queste a sud-est del centro della città, tra St Mary's e Ocean Village ed Emily Davies a nord-ovest, vicino al Southampton Civic Centre.